# Woskepar
Woskepar – wieś w Armenii, w prowincji Tawusz. W 2011 roku liczyła 818 mieszkańców.